# Universal Disk Format
Universal Disk Format, tạm dịch: định dạng đĩa phổ thông (UDF) là một hồ sơ của đặc điểm kỹ thuật có tên là ISO/IEC 13346 và ECMA-167 và là một hệ thống tập tin trung gian mở, không phụ thuộc vào nhà cung cấp, để lưu trữ dữ liệu máy tính cho một loạt các phương tiện. Trong thực tế, nó đã được sử dụng rộng rãi nhất cho DVD và các định dạng đĩa quang mới hơn, thay thế ISO 9660. Do thiết kế của nó, nó rất phù hợp với các thay đổi ngày càng gia tăng trên cả phương tiện truyền thông quang học ghi được 1 lần và ghi nhiều lần. UDF được phát triển và duy trì bởi Hiệp hội Công nghệ lưu trữ quang học (OSTA).
Thông thường, phần mềm tác giả sẽ làm chủ một hệ thống tệp UDF trong một tiến trình hàng loạt và ghi nó vào một phương tiện quang học trong một lần truyền dữ liệu ghi. Nhưng khi ghi các gói dữ liệu vào phương tiện ghi lại, chẳng hạn như CD-RW, UDF cho phép tạo ra, xóa và thay đổi dữ liệu ngay trên đĩa giống như hệ thống tập tin có mục đích phổ thông trên các phương tiện lưu động như đĩa mềm và ổ đĩa flash. Điều này cũng có thể trên phương tiện cho phép ghi một lần, chẳng hạn như CD-R, nhưng trong trường hợp đó, không gian bị chiếm bởi các tệp đã bị xóa không thể được khôi phục (và trở thành không thể truy cập được nữa).
Quá trình ghi đĩa nhiều phiên cùng lúc cũng có thể thực hiện được trong UDF, mặc dù một số cách thức có thể không đọc được các đĩa với nhiều phiên chạy song song.

## Lịch sử
Hiệp hội Công nghệ Lưu trữ Quang học đã chuẩn hóa hệ thống tập tin UDF để tạo thành một hệ thống tệp chung cho tất cả các phương tiện quang học: cả cho phương tiện chỉ đọc và phương tiện quang học có thể ghi được. Khi được chuẩn hóa lần đầu tiên, hệ thống tệp UDF dùng để thay thế ISO 9660, cho phép hỗ trợ cho cả phương tiện chỉ đọc và ghi. Sau khi phát hành phiên bản đầu tiên của UDF, DVD Consortium đã chấp nhận nó như là hệ thống tập tin chính thức cho DVD-Video và DVD-Audio.

### Các phiên bản
Nhiều phiên bản của UDF đã được phát hành:
- Bản sửa đổi 1,00[5] (ngày 24 tháng 10 năm 1995). Bản phát hành gốc.
- Bản sửa đổi 1.01[5] (ngày 3 tháng 11 năm 1995). Thêm Phụ lục DVD và thực hiện một vài thay đổi nhỏ.
- Phiên bản 1.02[6] (ngày 30 tháng 8 năm 1996). Định dạng này được đĩa DVD-Video sử dụng.
- Bản sửa đổi 1.50[7] (ngày 4 tháng 2 năm 1997). Đã thêm hỗ trợ ghi lại (ảo) trên phương tiện CD-R/DVD-R bằng cách giới thiệu cấu trúc VAT. Đã thêm các bảng trống dự phòng để quản lý lỗi trên các phương tiện ghi lại được như CD-RW và DVD-RW và DVD+RW.
- Bản sửa đổi 2.00[8] (ngày 3 tháng 4 năm 1998). Đã thêm hỗ trợ cho Tập tin phân luồng và tập tin thời gian thực (để ghi DVD) và quản lý thư mục đơn giản. Hỗ trợ VAT đã được gia hạn.
- Phiên bản 2.01[9] (ngày 15 tháng 3 năm 2000) chủ yếu là bản phát hành vá lỗi cho UDF 2.00. Những điểm còn mơ hồ của tiêu chuẩn UDF đã được làm rõ trong phiên bản 2.01.
- Phiên bản 2.50[10] (ngày 30 tháng 4 năm 2003). Đã thêm phân vùng siêu dữ liệu hỗ trợ phân cụm siêu dữ liệu, khôi phục sự cố dễ dàng hơn và sao chép tùy chọn thông tin hệ thống tập tin: Tất cả siêu dữ liệu như các nút (node) và nội dung thư mục được ghi trên phân vùng riêng có thể áp dụng tùy chọn mirroring. Định dạng này được một số phiên bản của đĩa Blu-ray sử dụng.
- Bản sửa đổi 2.60[11] (ngày 1 tháng 3 năm 2005). Đã thêm phương thức Pseudo OverWrite cho các ổ đĩa hỗ trợ khả năng ghi đè giả trên phương tiện có thể ghi liên tục. Có khả năng tương thích chỉ đọc với các triển khai UDF 2.50.:10 (Một số phiên bản của đĩa Blu-ray sử dụng định dạng này.)

## Thông số kỹ thuật
Tiêu chuẩn UDF định nghĩa ba biến thể của hệ thống tập tin, được gọi là "bản dựng". Đó là:
- Plain (Truy cập đọc/ghi ngẫu nhiên). Đây là định dạng gốc được hỗ trợ trong tất cả các bản sửa đổi UDF
- Virtual Allocation Table (Bảng phân bổ ảo) còn gọi là VAT (ghi gia tăng). Được sử dụng đặc biệt để ghi một lần
- Spared (Limited Random Write Access - Truy cập ghi ngẫu nhiên có giới hạn). Được sử dụng đặc biệt để ghi vào phương tiện cho phép ghi

### Plain
Được giới thiệu trong phiên bản đầu tiên của tiêu chuẩn, bản dựng này có thể được sử dụng trên bất kỳ loại đĩa nào cho phép truy cập đọc/ghi ngẫu nhiên, chẳng hạn như đĩa cứng, DVD+RW và DVD-RAM. Siêu dữ liệu (tối đa v2.50) và dữ liệu tệp được giải quyết trực tiếp. Trong quá trình ghi vào một đĩa như vậy trong định dạng này, bất kỳ khối vật lý nào trên đĩa đều có thể được chọn để phân bổ các tập tin mới hoặc cập nhật.
Vì đây là định dạng cơ bản, thực tế bất kỳ hệ điều hành hoặc trình điều khiển hệ thống tệp nào yêu cầu hỗ trợ cho UDF đều có thể đọc định dạng này.

### Bản dựng VAT
Các phương tiện ghi một lần như DVD-R và CD-R có các giới hạn khi được ghi vào, trong đó mỗi khối vật lý chỉ có thể được ghi một lần và việc ghi phải diễn ra theo từng bước. Do đó, định dạng plain của UDF chỉ có thể được ghi vào đĩa CD-R bằng cách làm xử lý trước dữ liệu và sau đó ghi tất cả dữ liệu trong một lần ghi vào phương tiện, tương tự như cách hệ thống tệp ISO 9660 được ghi vào đĩa CD.
Để cho phép CD-R được sử dụng gần giống như đĩa cứng, nhờ đó người dùng có thể thêm và sửa đổi các tệp trên CD-R theo ý muốn (được gọi là "truy cập như ổ đĩa" trên Windows), OSTA đã thêm bản dựng VAT vào Tiêu chuẩn UDF trong bản sửa đổi 1.5. VAT là một cấu trúc bổ sung trên đĩa cho phép ghi theo gói; có nghĩa là, sẽ sắp xếp lại bản đồ các khối vật lý khi các tập tin hoặc dữ liệu khác trên đĩa được sửa đổi hoặc xóa. Đối với phương tiện ghi một lần, toàn bộ đĩa được ảo hóa, làm cho tính chất ghi một lần trở nên trong suốt cho người dùng; đĩa có thể được xử lý theo cùng một cách mà chương trình xử lý đĩa có thể ghi.
Bản ghi một lần của CD-R hoặc DVD-R có nghĩa là khi một tập tin bị xóa trên đĩa, dữ liệu của tập tin vẫn còn trên đĩa. Nó không xuất hiện trong thư mục nữa, nhưng nó vẫn chiếm không gian ban đầu nơi nó được lưu trữ. Cuối cùng, sau khi sử dụng chương trình này một thời gian, đĩa sẽ đầy, vì không gian trống không thể phục hồi bằng cách xóa các tập tin. Các công cụ đặc biệt có thể được sử dụng để truy cập trạng thái trước của đĩa (trạng thái trước khi xóa xảy ra), và có thể khôi phục file cũ.
Không phải tất cả các ổ đĩa đều triển khai đầy đủ phiên bản 1.5 trở lên của UDF và một số ổ đĩa có thể không thể xử lý các bản dựng VAT.

### Bản dựng Spared (RW)
Các phương tiện có thể ghi lại như DVD-RW và CD-RW có ít hạn chế hơn so với phương tiện DVD-R và CD-R. Các lĩnh vực có thể được ghi lại một cách ngẫu nhiên (mặc dù được chia thành các gói dữ liệu tại một thời điểm). Các phương tiện này có thể bị xóa hoàn toàn bất cứ lúc nào, làm cho đĩa trống trở lại, sẵn sàng để ghi một tập tin UDF mới hoặc hệ thống tập tin khác (ví dụ: ISO 9660 hoặc CD Audio) vào đĩa. Tuy nhiên, các phần của phương tiện truyền thông -RW có thể "hao mòn" sau một thời gian, có nghĩa là dữ liệu của chúng trở nên không đáng tin cậy, thông qua việc ghi đè quá thường xuyên (thường sau vài trăm lần ghi lại, với CD-RW).
Bản dựng Plain và VAT của định dạng UDF có thể được sử dụng trên phương tiện ghi lại nhiều lần, với một số hạn chế. Nếu Plain được sử dụng trên phương tiện truyền thông -RW, thì không được phép sửa đổi cấp dữ liệu hệ thống tập tin, vì điều này sẽ nhanh chóng sử dụng các phần thường được sử dụng trên đĩa (chẳng hạn như các dữ liệu dành cho thư mục và phân bổ khối), mà sau đó sẽ không được chú ý và dẫn đến mất dữ liệu. Để cho phép sửa đổi các tệp trên đĩa, đĩa có thể ghi lại có thể được sử dụng như phương tiện -R sử dụng bản dựng VAT. Điều này đảm bảo rằng tất cả các khối chỉ được ghi một lần (liên tiếp), đảm bảo rằng không có khối nào được ghi lại thường xuyên hơn các khối khác. Bằng cách này, một đĩa RW có thể bị xóa và sử dụng lại nhiều lần trước khi nó trở nên không đáng tin cậy. Tuy nhiên, nó cuối cùng sẽ trở nên không đáng tin cậy mà không có cách nào dễ dàng phát hiện ra nó. Khi sử dụng bản dựng VAT, phương tiện CD-RW/DVD-RW sẽ xuất hiện dưới dạng CD-R hoặc DVD +/- R media đối với máy tính. Tuy nhiên, các phương tiện này có thể bị xóa lại bất cứ lúc nào.
Việc dùng bản dựng Spared đã được thêm vào trong phiên bản 1.5 để giải quyết các đặc tính của phương tiện có thể ghi lại nhiều lần. Bản dựng này bổ sung thêm một bảng Sparing để quản lý các lỗi mà cuối cùng sẽ xuất hiện trên các phần của đĩa đã được ghi lại quá nhiều lần. Bảng này theo dõi các khu vực bị mòn và sắp xếp chúng lại vào những chỗ còn tốt. Quản lý khiếm khuyết của UDF không áp dụng cho các hệ thống đã triển khai một dạng quản lý lỗi khác, chẳng hạn như Mount Rainier (MRW) cho đĩa quang hoặc bộ điều khiển đĩa cho ổ đĩa cứng.
Các công cụ và ổ đĩa không hỗ trợ đầy đủ bản sửa đổi 1.5 của UDF sẽ bỏ qua bảng sparing của bản dựng này, điều này sẽ dẫn tới việc phần mềm đọc các sector bị lỗi, dẫn đến việc truy xuất dữ liệu bị hỏng hóc.